# Walter Melzer
Walter Melzer (Leipzig, 7 oktober 1894 - Bremen, 23 juni 1961) was een Duitse Generaal der Infanterie tijdens de Tweede Wereldoorlog. Tijdens zijn dienst werd hij onderscheiden met het Ritterkreuz des Eisernen Kreuzes mit Eichenlaub (Ridderkruis van het IJzeren Kruis met Eikenloof).

## Militaire loopbaan
- Einjähriger-Freiwilliger: 1 april 1914[4][5]
- Leutnant der Reserve: 25 juni 1915[4][5]
- Leutnant: 7 september 1916 (met bevorderingsakte van 25 juni 1913)[4]
- Oberleutnant:[4]
- Hauptmann: 1 februari 1928[4]
- Major:[4]
- Oberstleutnant: 1 augustus 1937[4][5]
- Oberst: 1 augustus 1940[4][5][6]
- Generalmajor: 1 februari 1943[4][5][6]
- Generalleutnant: 1 augustus 1943[4][5][6]
- General der Infanterie: 30 januari 1945[4][5][6]

## Decoraties
- Ridderkruis van het IJzeren Kruis[6] op 21 augustus 1941 als Oberst en Commandant van het Infanterie-Regiment 151 / 61.Infanterie-Division / XXVI.Armee-Korps / 18.Armee / Heeresgruppe Nord / Oostfront[7][5][8]
- Ridderkruis van het IJzeren Kruis met Eikenloof[6] (nr.558) op 23 augustus 1944 als Generalleutnant en Commandant van het 252. Infanterie-Division / IX.Armee-Korps / 3.Panzer-Armee / Heeresgruppe Mitte / Oostfront[9][5]
- IJzeren Kruis 1914, 1e Klasse (10 maart 1918[8]) en 2e Klasse (9 augustus 1915[8])[4][10]
- Herhalingsgesp bij IJzeren Kruis 1939, 1e Klasse (3 oktober 1939[8]) en 2e Klasse (16 september 1939[8])[4]
- Gewondeninsigne 1918 in Zwart[10]
- Duitse Kruis in goud[6] op 11 februari 1943[8]
- Erekruis voor Frontstrijders in de Wereldoorlog[8]
- Medaille Winterschlacht im Osten 1941/42[8]
- Ridder der Tweede Klasse in de Albrechtsorde met Zwaarden[4][10]
- Medaille van de Orde van Sint-Hendrik op 10 november 1915[4][11]
- Dienstonderscheiding van Leger en Marine voor (25 dienstjaren)[4]